# 早通站

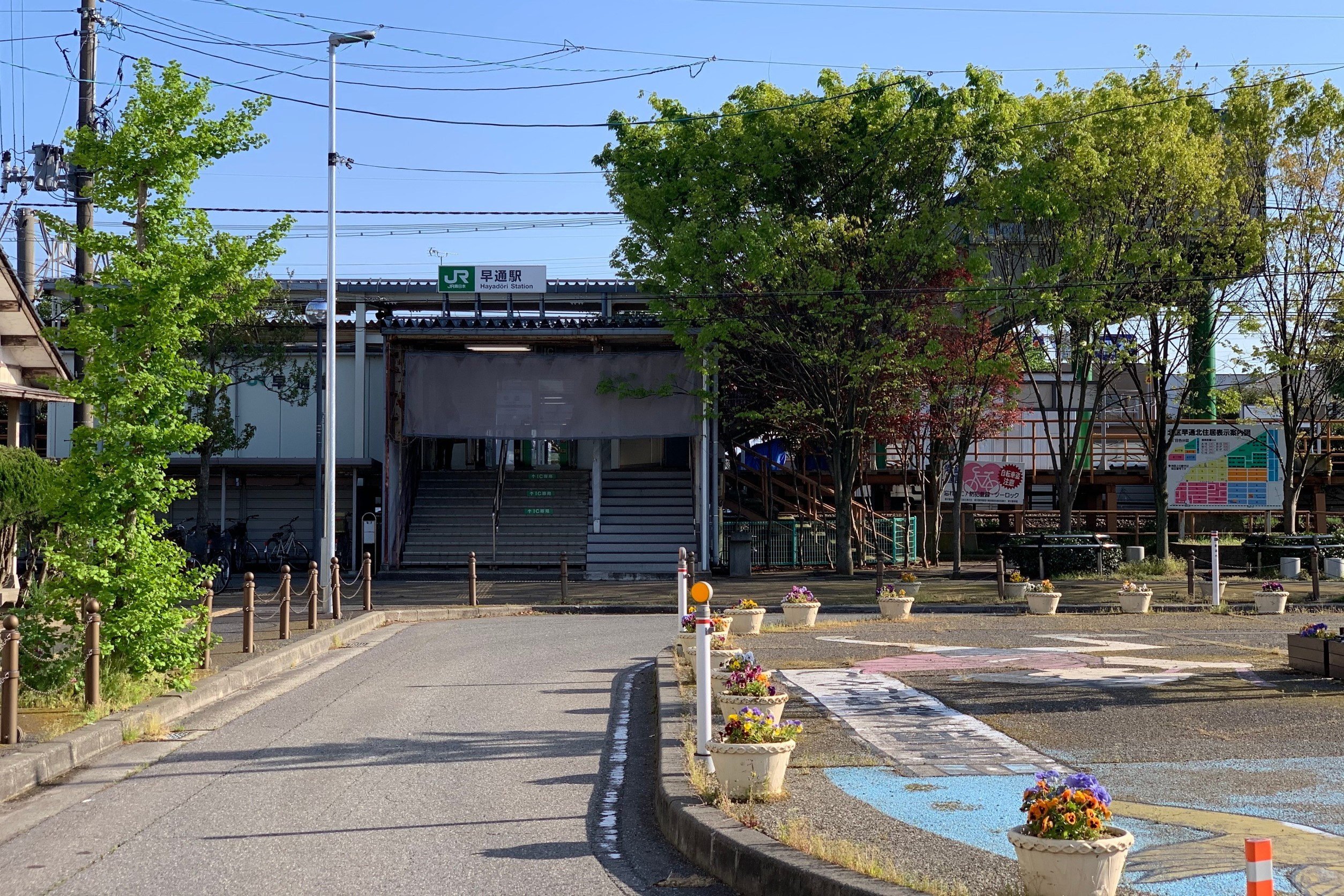
北出口（2020年5月）

早通站（日语：／ Hayadōri eki */?）是位於新潟縣新潟市北區早通南一丁目，東日本旅客鐵道（JR東日本）的白新線車站。

## 歷史
- 1957年（昭和32年）2月11日：車站啟用。當時車站位於現時向新崎一方約200米處（即現時早通平交道附近）[廣報 2]。月台位於北邊(現時2號月台)，月台長60米[廣報 3][廣報 4]。
- 1970年（昭和45年）10月1日：由於需要建設縣營團地，車站遷移至現地[廣報 1]。月台延長1.5倍，長90米，可容納4卡車廂[廣報 2]。
- 1985年（昭和60年）7月20日：新潟鐵道管理局的直營商店「Hello 早通」開業。並開始委托售賣回數票、乘車票等車票[2]。商店經營數年後結業，隨後除了晚上外，此站設有車站職員當值。
- 1986年（昭和61年）3月：月台向豐榮站一方延長40米，使可容納6卡車廂[廣報 5]。
- 1987年（昭和62年）4月1日：伴隨國鐵分割民營化，車站由東日本旅客鐵道（JR東日本）營運。
- 2005年（平成17年）3月10日：引入自動閘機。
- 2006年（平成18年）1月21日：此站可使用IC卡「Suica」（新潟都市圈範圍）。

## 車站構造
車站是一座地面車站，設有2面2線的相對式月台。各月台之間設有跨線橋連接，但是不可以在閘內前往對面月台。
此站是由新潟站管理的業務委託車站，委托了JR新潟Business負責車站業務。車站事務室與售票櫃臺（設有POS終端）位於南出口。南出口和北出口各有1座自動售票機，北出口設有1座自動補票機。
此站設有自動閘機，分別在南出口和北出口各有2座，所有閘機均可使用Suica等IC卡（北出口1座為IC卡專用閘機）。在自動閘機引入前，跨線橋用作閘內和閘外連接兩邊通道。但是當設置自動閘機後，車站南北閘外行人通道有一段時期不能通行，這是由於該通道已經成為閘內通道，如需要前往車站對面，需要使用200米外的平交道。因此，當地居民作出了投訴。在2005年12月26日，跨線橋變回閘外行人通道，而南出口閘口只可前往1號月台，北出口閘口只可前往2號月台。如此一來，在閘內時不可前往另一座月台，並不時發生乘客進入了錯誤的閘口和月台。

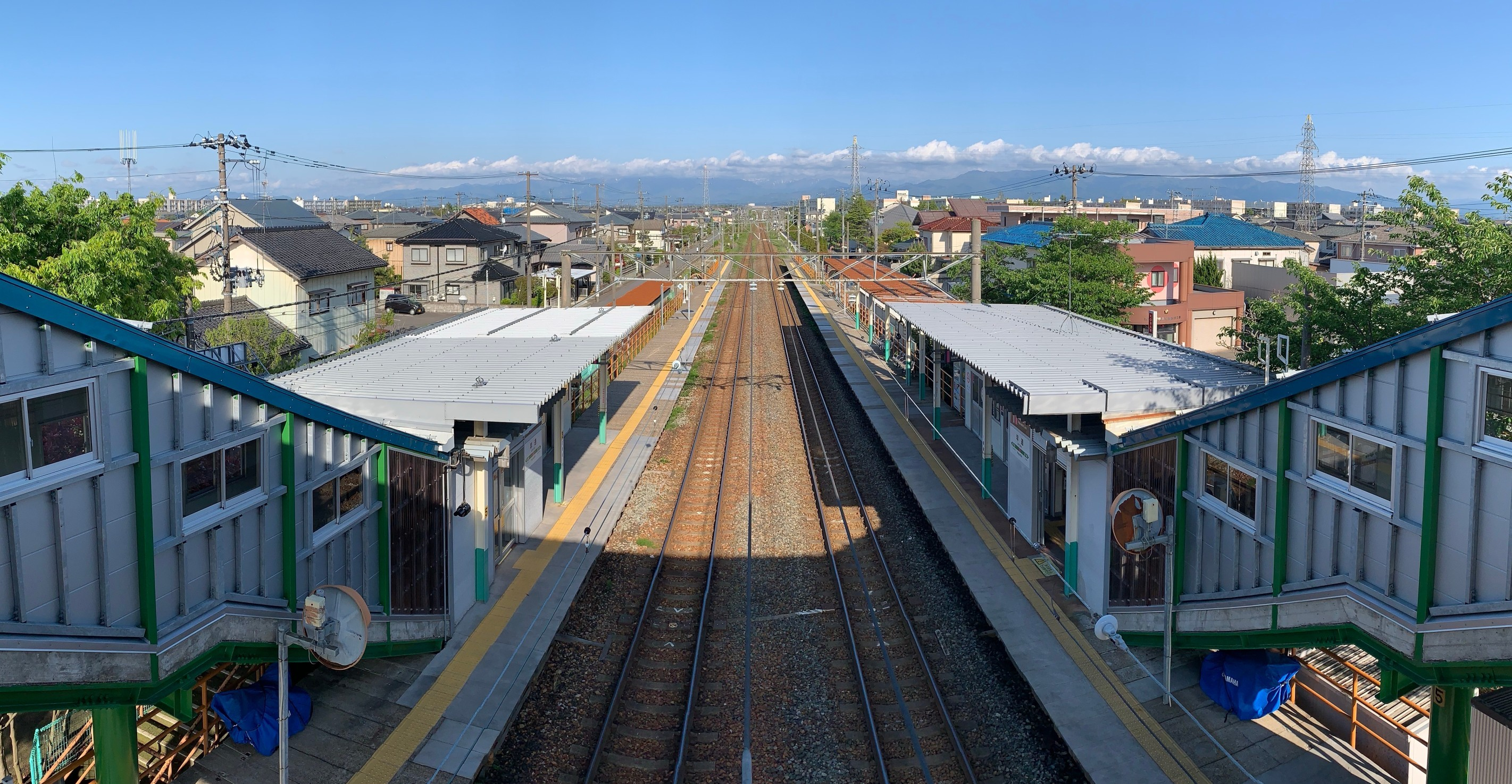
月台，望向新發田方向（2020年5月）
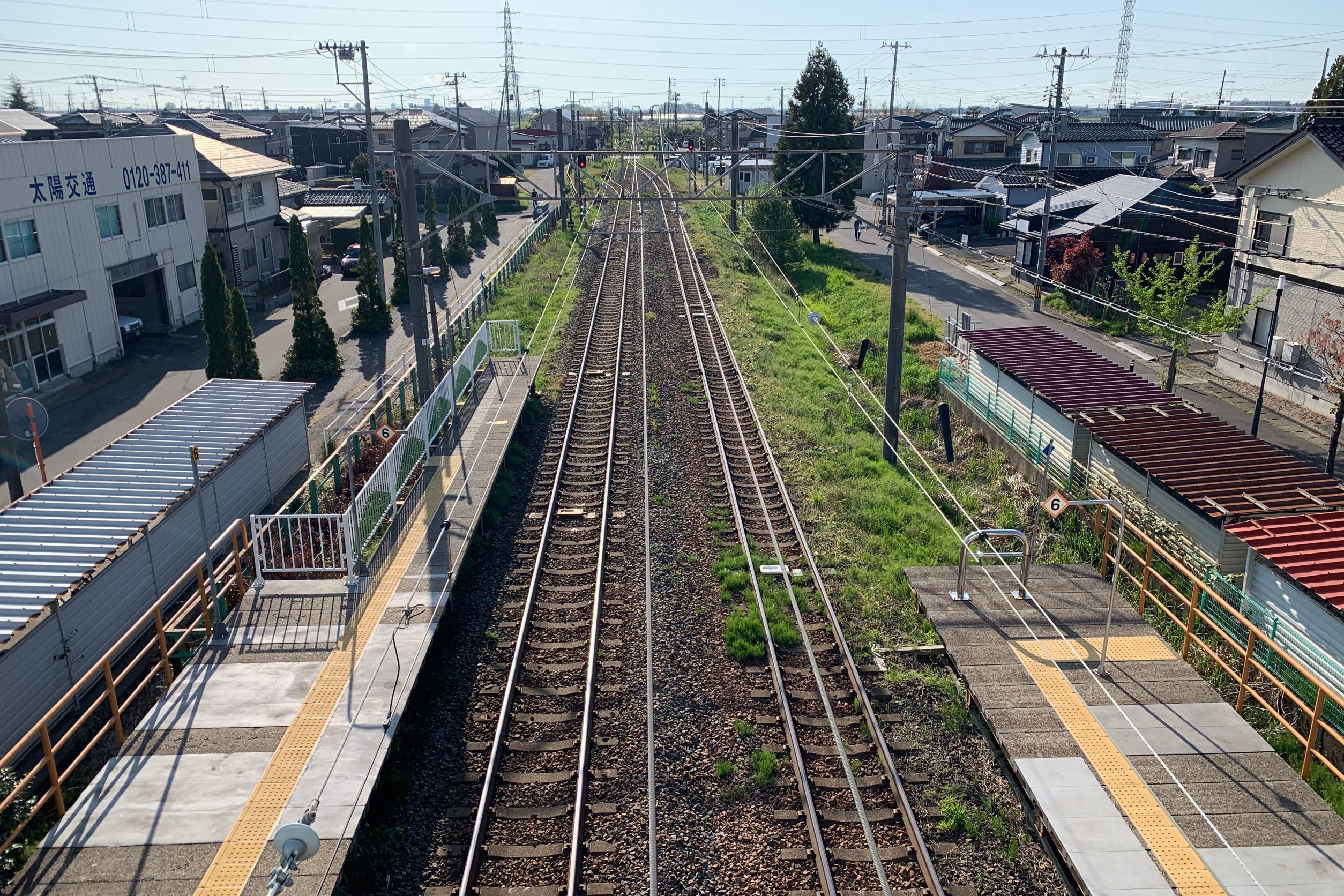
月台，望向新潟方向（2020年5月）
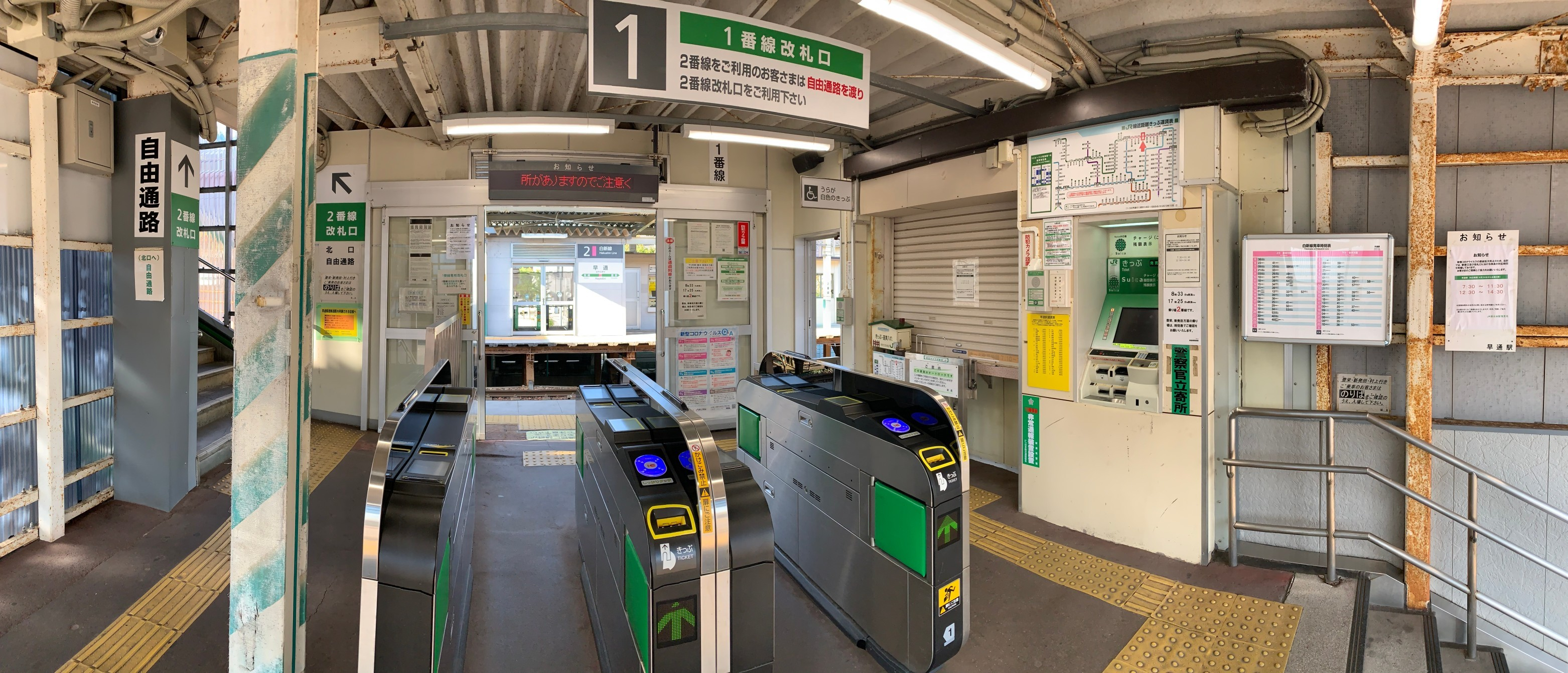
南出口與1號月台閘口（2020年5月）
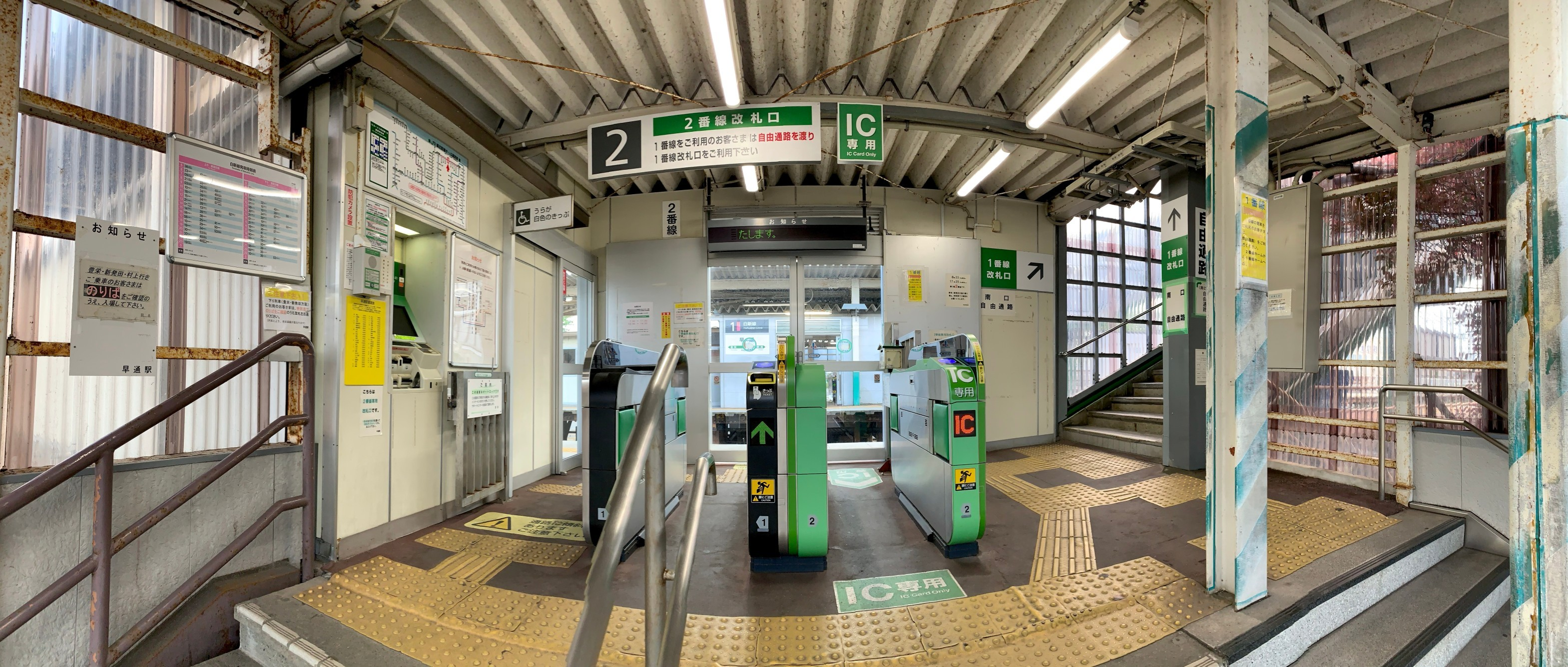
北出口與2號月台閘口（2020年5月）

### 月台
| 月台 | 路線    | 上下行 | 方向       |
| ---- | ------- | ------ | ---------- |
| 1・2 | ■白新線 | 下行   | 新發田方向 |
| 1・2 | ■白新線 | 上行   | 新潟方向   |

此站使用一線通過結構，主要列車使用1號月台。

## 使用狀況
根據「JR東日本」的資料，在2019年度（令和元年度）1日平均乘車人次為1,054人。
以下為近年乘車人次變化列表：
| 乘車人次變化       | 乘車人次變化     | 乘車人次變化    |
| 年度               | 1日平均 乘車人次 | 參考資料        |
| ------------------ | ---------------- | --------------- |
| 2000年（平成12年） | 1,264            | [ 利用客数 2 ]  |
| 2001年（平成13年） | 1,292            | [ 利用客数 3 ]  |
| 2002年（平成14年） | 1,268            | [ 利用客数 4 ]  |
| 2003年（平成15年） | 1,266            | [ 利用客数 5 ]  |
| 2004年（平成16年） | 1,235            | [ 利用客数 6 ]  |
| 2005年（平成17年） | 1,252            | [ 利用客数 7 ]  |
| 2006年（平成18年） | 1,199            | [ 利用客数 8 ]  |
| 2007年（平成19年） | 1,190            | [ 利用客数 9 ]  |
| 2008年（平成20年） | 1,209            | [ 利用客数 10 ] |
| 2009年（平成21年） | 1,217            | [ 利用客数 11 ] |
| 2010年（平成22年） | 1,205            | [ 利用客数 12 ] |
| 2011年（平成23年） | 1,173            | [ 利用客数 13 ] |
| 2012年（平成24年） | 1,116            | [ 利用客数 14 ] |
| 2013年（平成25年） | 1,139            | [ 利用客数 15 ] |
| 2014年（平成26年） | 1,109            | [ 利用客数 16 ] |
| 2015年（平成27年） | 1,118            | [ 利用客数 17 ] |
| 2016年（平成28年） | 1,107            | [ 利用客数 18 ] |
| 2017年（平成29年） | 1,092            | [ 利用客数 19 ] |
| 2018年（平成30年） | 1,064            | [ 利用客数 20 ] |
| 2019年（令和元年） | 1,054            | [ 利用客数 1 ]  |

## 車站周邊
車站兩邊為住宅區。在1963年11月，隨著車站為中心開始向外發展，當時10位位於早通的地主以組合方式申請土地整理項目，該項目在1964年完成。在1968年，新潟縣的住宅供給公社開始建造團地，建設待售房屋和縣營住宅。在遷移車站後，站前形成為商店街。而縣營住宅在1969年至1982年之間建設了51座，共有1341戶，為縣內最大規模的團地。在1974年至1978年之間，除了公社外，新潟交通地產部也建造「早通北團地」。在1990年代中期以後，於東邊設有鳶尾新城（須戶）和鬱金香新城（彩野）兩個新住宅區，私營部門也正在參與開發。

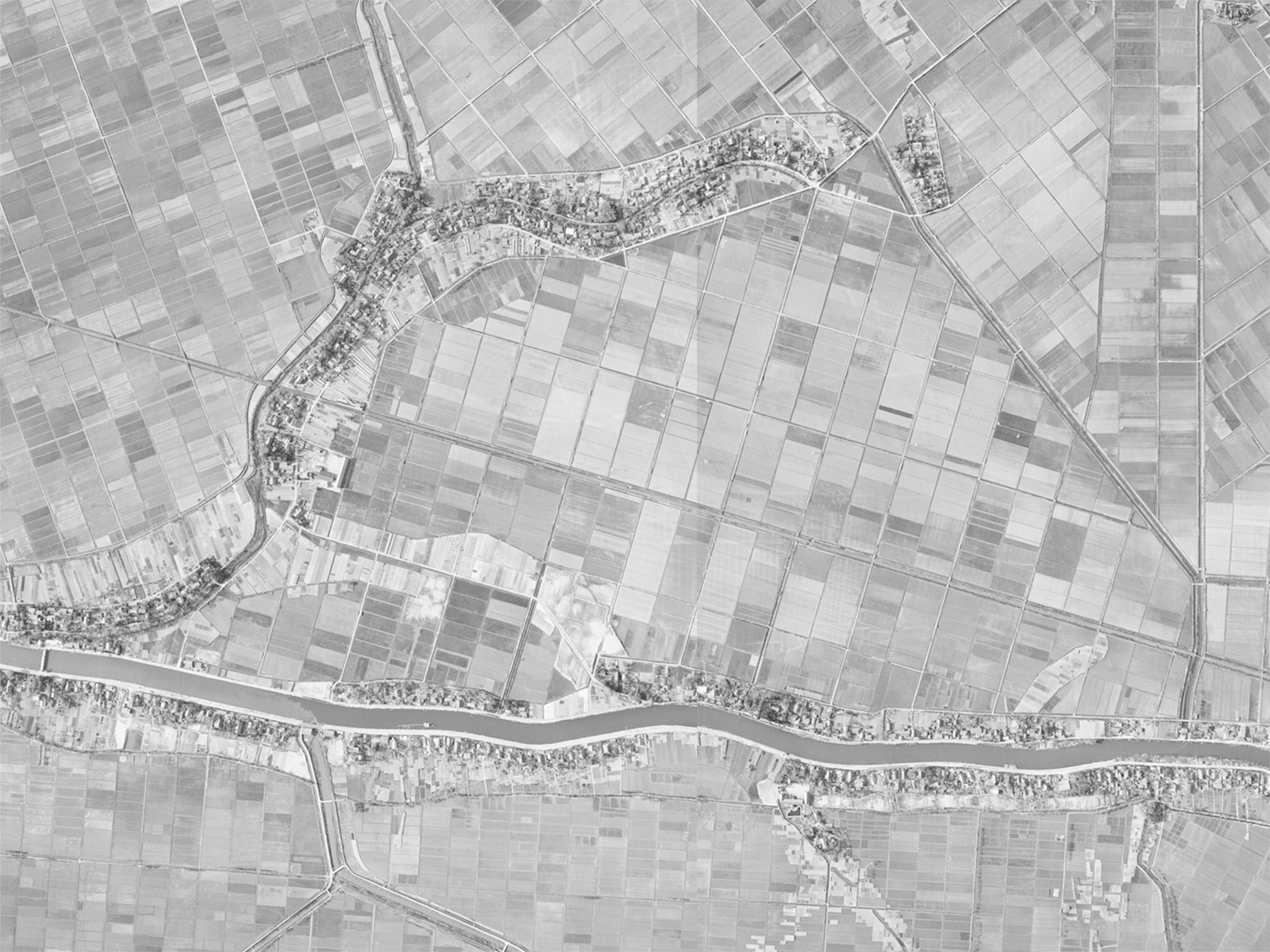
1962年的航空相片。村落集中在車站南北兩方。
基於日本國土交通省之国土画像情報（彩色航拍）製作
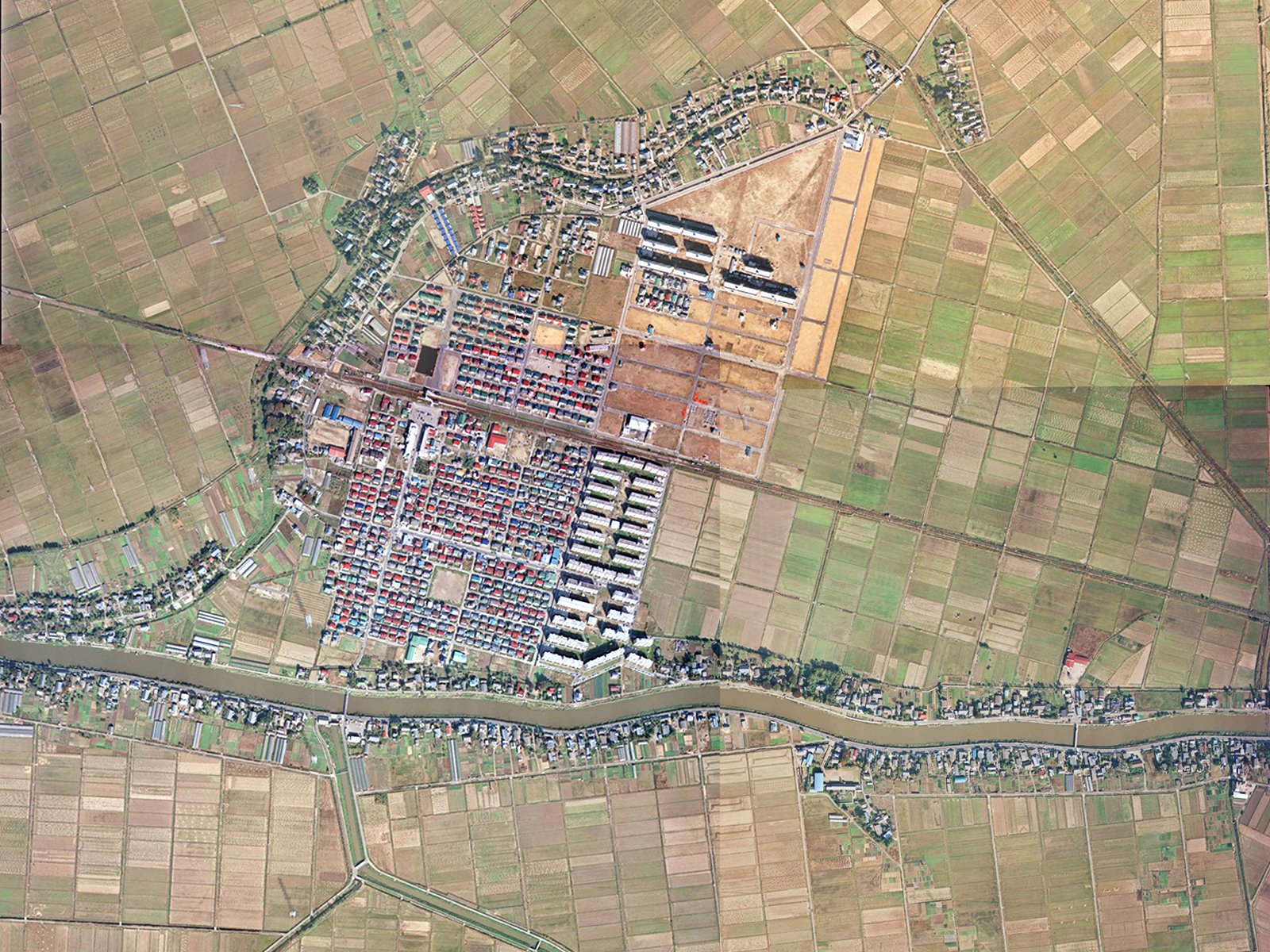
1975年的航空相片。縣營公寓與住宅團地開始形成，車站遷移至東邊。
基於日本國土交通省之国土画像情報（彩色航拍）製作
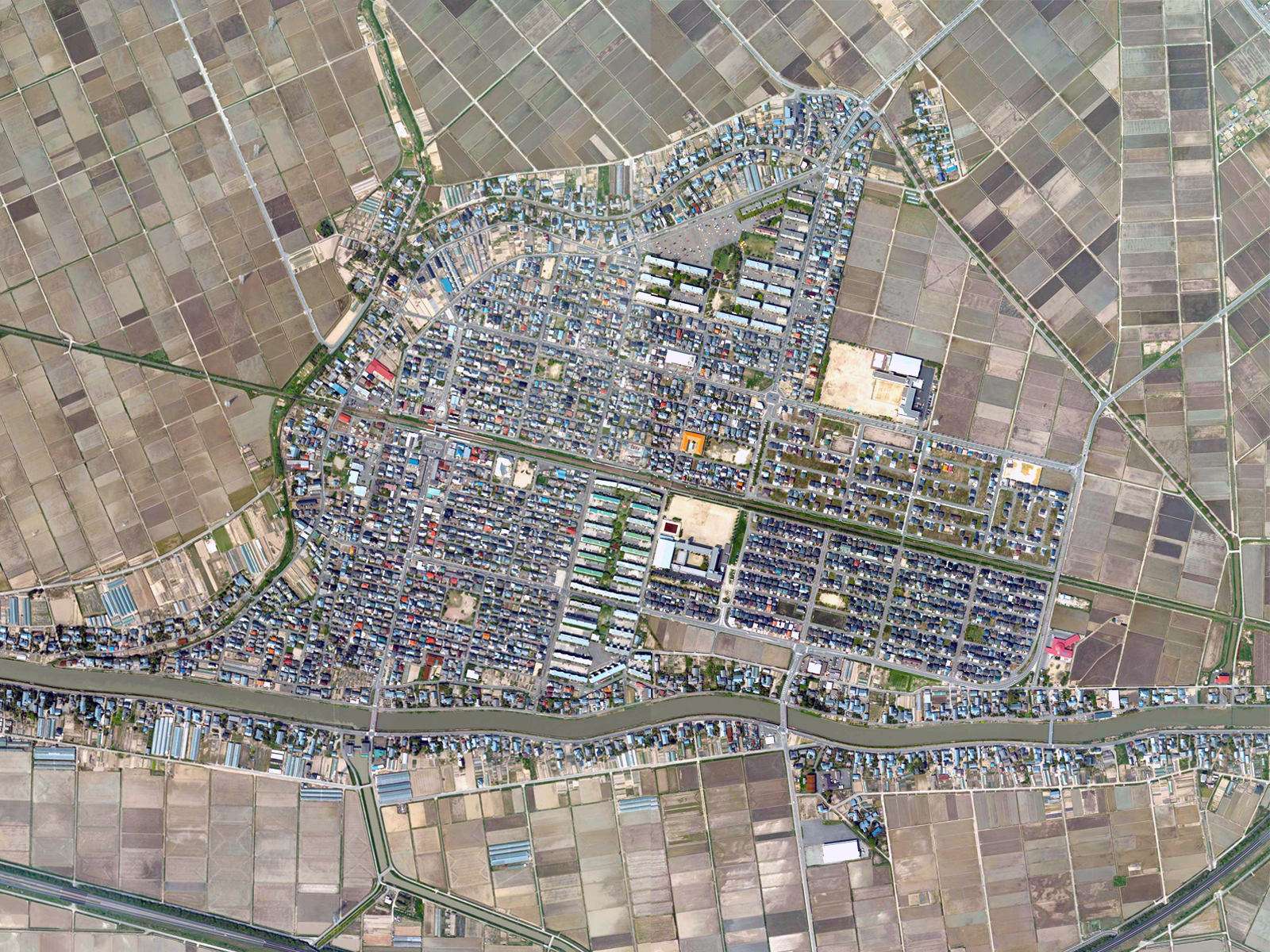
2009年的航空相片。東邊的新城建設完成。
基於日本國土交通省之国土画像情報（彩色航拍）製作

### 南出口
- 豐榮早通郵局
- 新潟市北區公所 早通聯絡所
- 新潟市立早通南小學
- 新潟縣道15號新潟長浦水原線（日语：新潟県道15号新潟長浦水原線）

### 北出口
- 北越銀行（日语：北越銀行）早通分店
- 新潟市立早通中學（日语：新潟市立早通中学校）
- 新潟市豐榮木崎棒球場
- 日間活動中心Haroharo

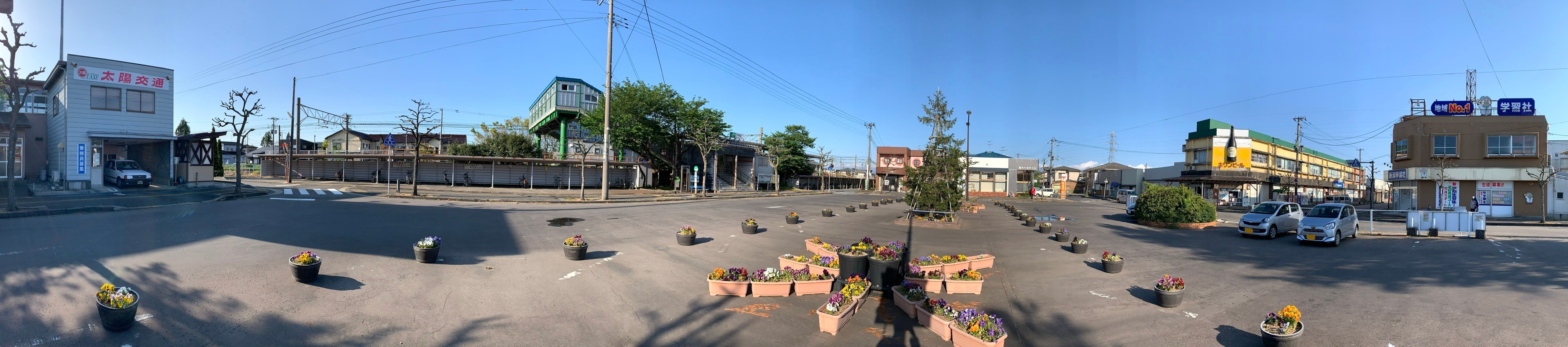
南出口站前風景（2020年5月）
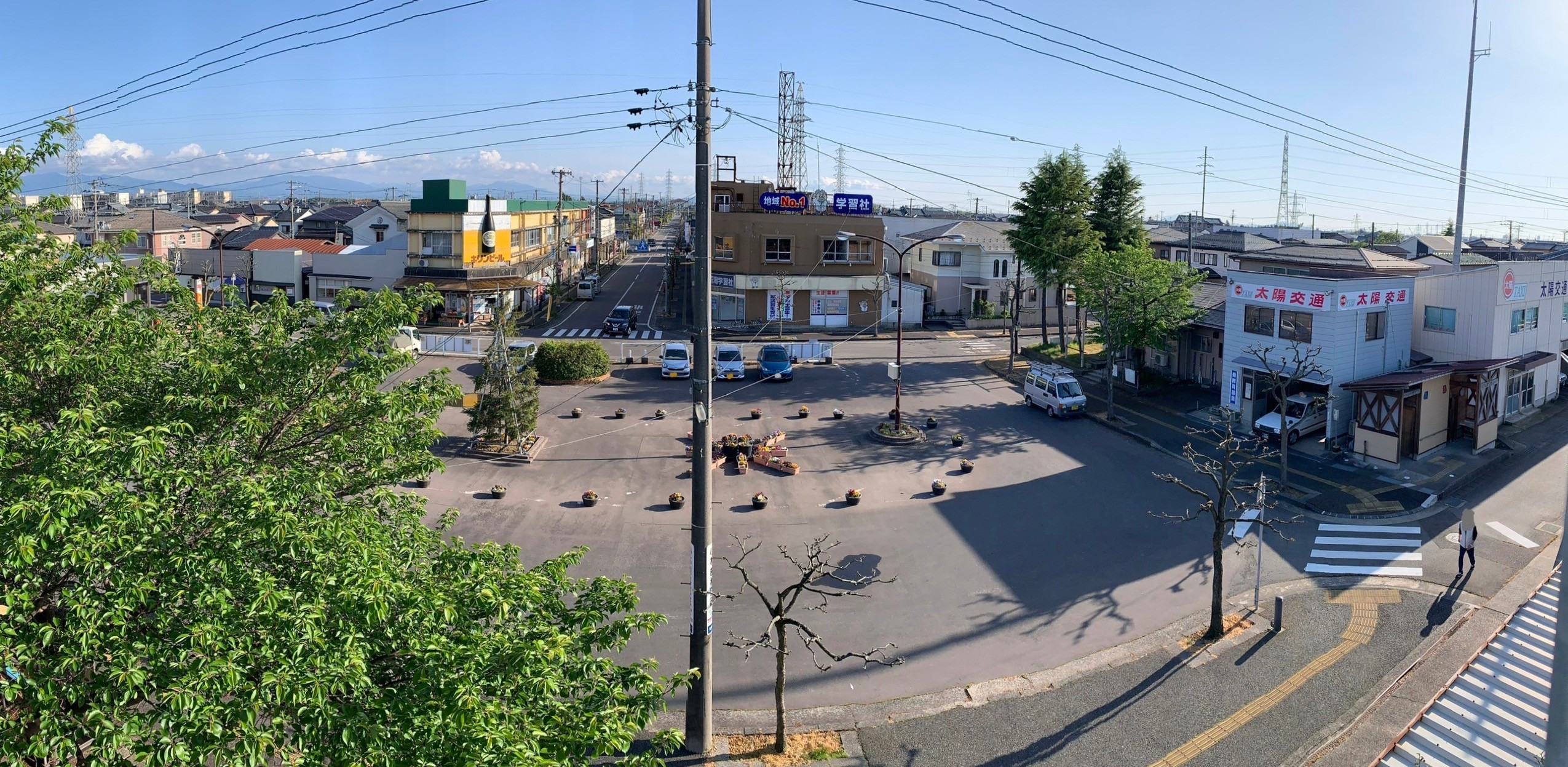
南出口站前風景（2020年5月）
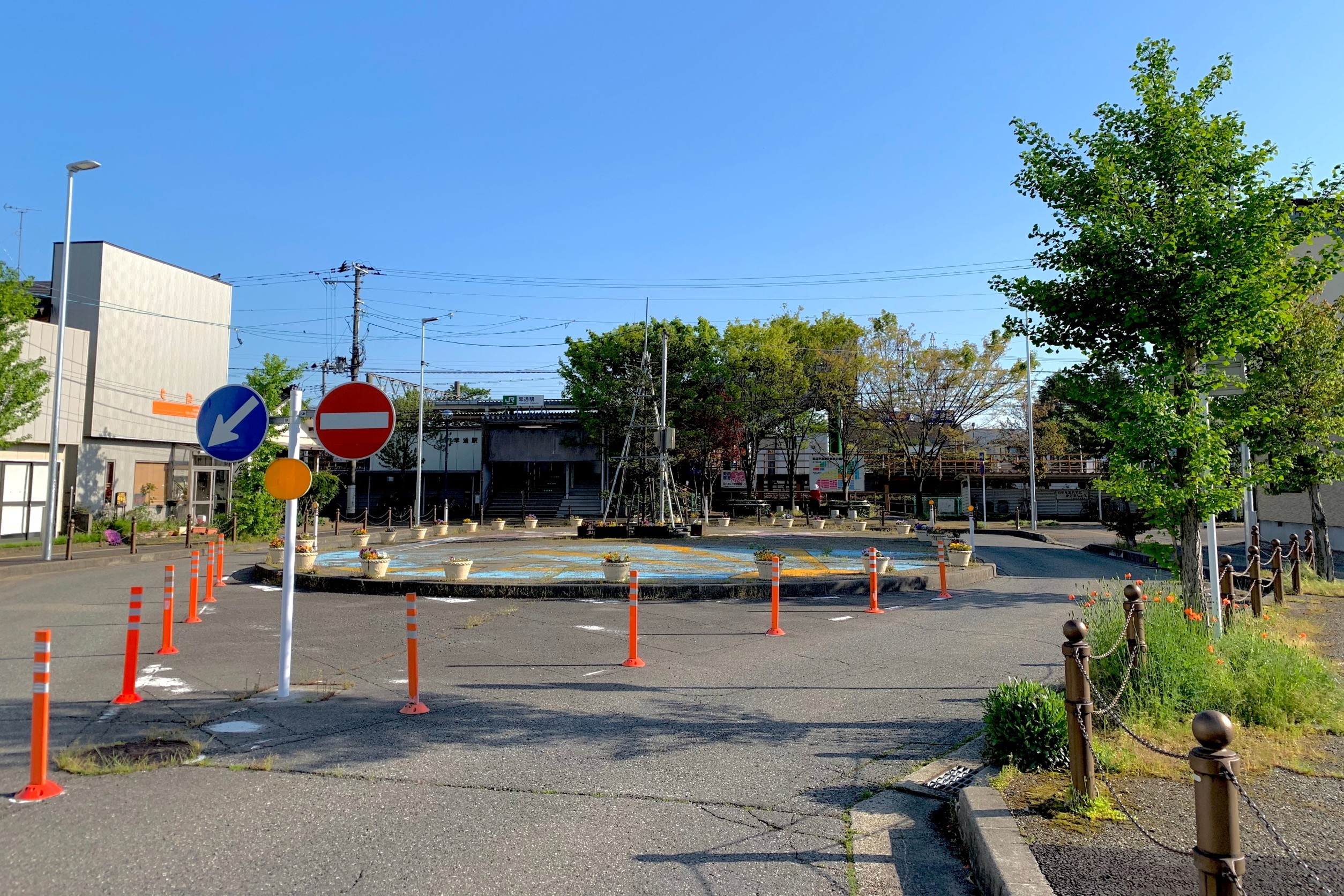
北出口迴旋路（2020年5月）
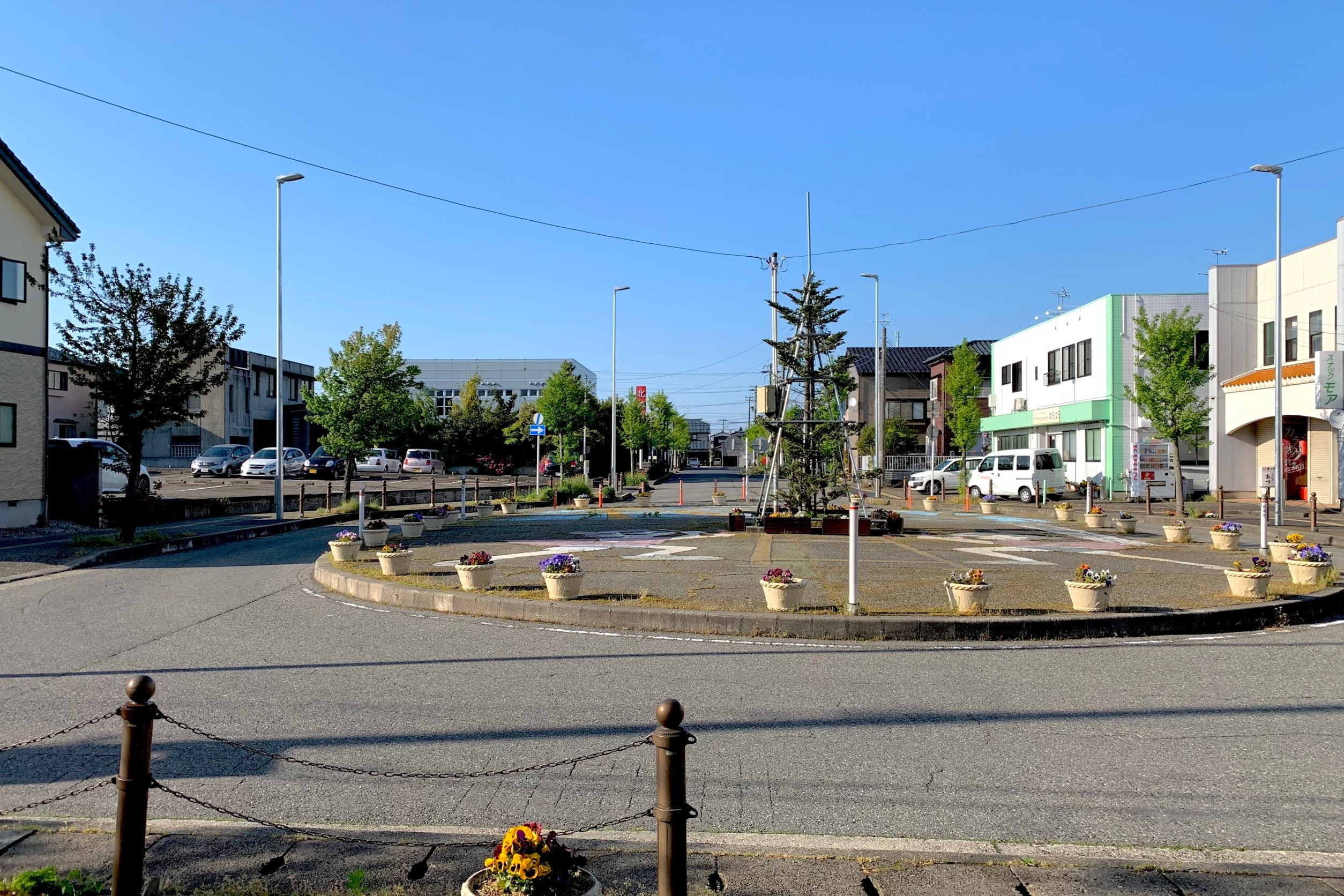
北出口站前風景（2020年5月）

## 巴士

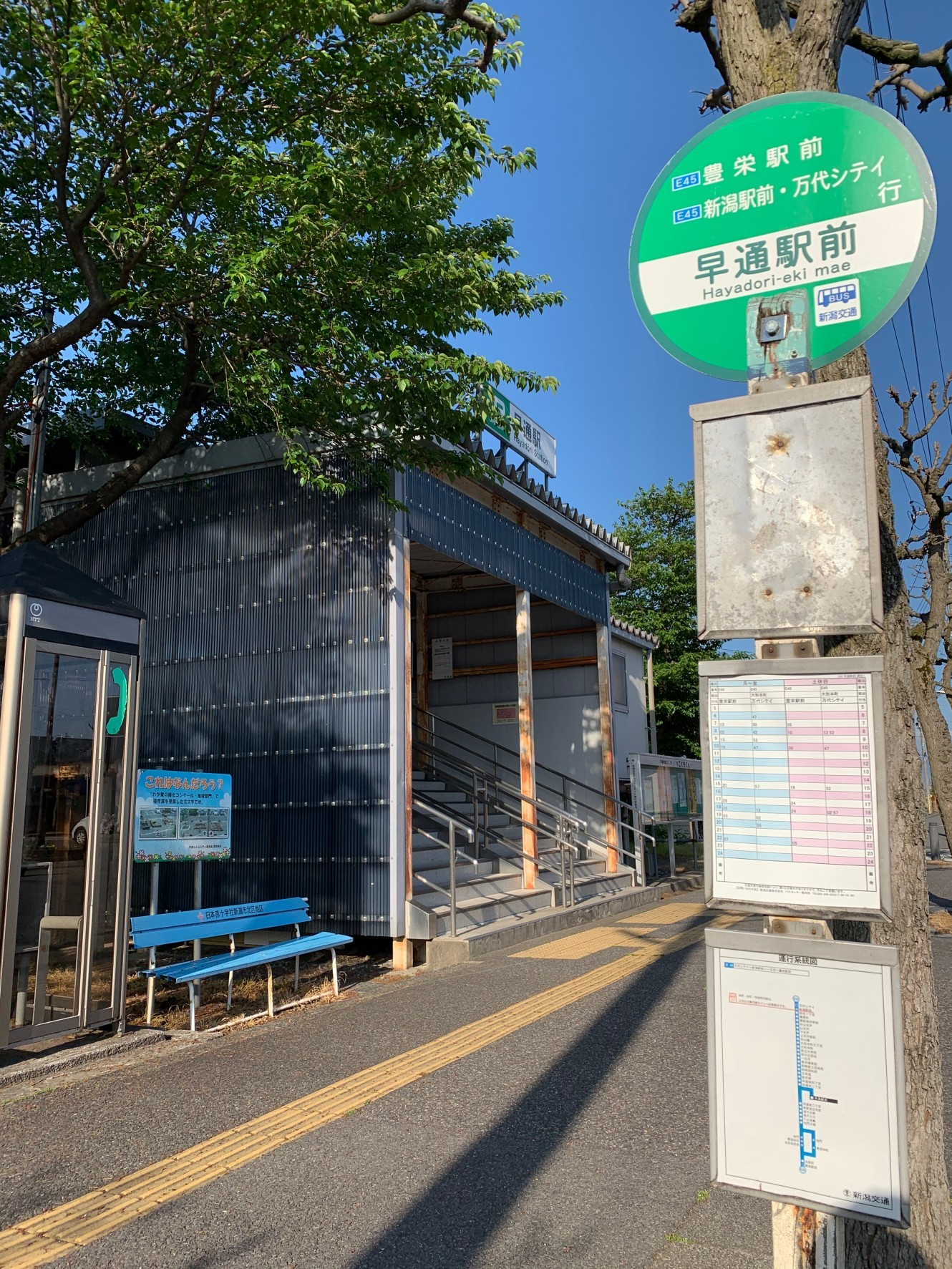
「早通站前」巴士站（2020年5月）

在南出口一方設有新潟交通巴士站，停靠的路線只有1條。該路線連接新潟和葛塚，該路線在1985年起駛入此站。
- 早通站前巴士停（南出口迴旋路內）
  - E45　前往豐榮站前
  - E45　經大形本町　前往新潟站前、萬代城（日语：万代シテイバスセンター）

## 相鄰車站
東日本旅客鐵道（JR東日本）
■白新線
□快速「紅花」、■快速
通過
■普通
新崎－早通－豐榮

## 注腳

### 使用狀況
1. 1 2  . 東日本旅客鉄道.   [2020-07-13]. （原始内容存档于2020-07-10） （日语）.
2. ↑  . 東日本旅客鉄道.   [2019-04-06]. （原始内容存档于2019-03-27） （日语）.
3. ↑  . 東日本旅客鉄道.   [2019-04-06]. （原始内容存档于2019-03-27） （日语）.
4. ↑  . 東日本旅客鉄道.   [2019-04-06]. （原始内容存档于2019-03-27） （日语）.
5. ↑  . 東日本旅客鉄道.   [2019-04-06]. （原始内容存档于2019-03-27） （日语）.
6. ↑  . 東日本旅客鉄道.   [2019-04-06]. （原始内容存档于2019-03-27） （日语）.
7. ↑  . 東日本旅客鉄道.   [2019-04-06]. （原始内容存档于2019-03-27） （日语）.
8. ↑  . 東日本旅客鉄道.   [2019-04-06]. （原始内容存档于2019-03-27） （日语）.
9. ↑  . 東日本旅客鉄道.   [2019-04-06]. （原始内容存档于2019-04-02） （日语）.
10. ↑  . 東日本旅客鉄道.   [2019-04-06]. （原始内容存档于2019-03-27） （日语）.
11. ↑  . 東日本旅客鉄道.   [2019-04-06]. （原始内容存档于2019-03-27） （日语）.
12. ↑  . 東日本旅客鉄道.   [2019-04-06]. （原始内容存档于2019-03-27） （日语）.
13. ↑  . 東日本旅客鉄道.   [2019-04-06]. （原始内容存档于2019-03-27） （日语）.
14. ↑  . 東日本旅客鉄道.   [2019-04-06]. （原始内容存档于2019-03-27） （日语）.
15. ↑  . 東日本旅客鉄道.   [2019-04-06]. （原始内容存档于2016-04-04） （日语）.
16. ↑  . 東日本旅客鉄道.   [2019-04-06]. （原始内容存档于2019-03-27） （日语）.
17. ↑  . 東日本旅客鉄道.   [2019-04-06]. （原始内容存档于2019-03-23） （日语）.
18. ↑  . 東日本旅客鉄道.   [2019-04-06]. （原始内容存档于2017-07-29） （日语）.
19. ↑  . 東日本旅客鉄道.   [2019-04-06]. （原始内容存档于2018-07-06） （日语）.
20. ↑  . 東日本旅客鉄道.   [2019-07-21]. （原始内容存档于2019-07-05） （日语）.

## 外部連結
- 車站資訊（早通）：東日本旅客鐵道（日語）
- 羽越線資料館：早通駅，存于（日語）（個人網站）